# Henry Trimen

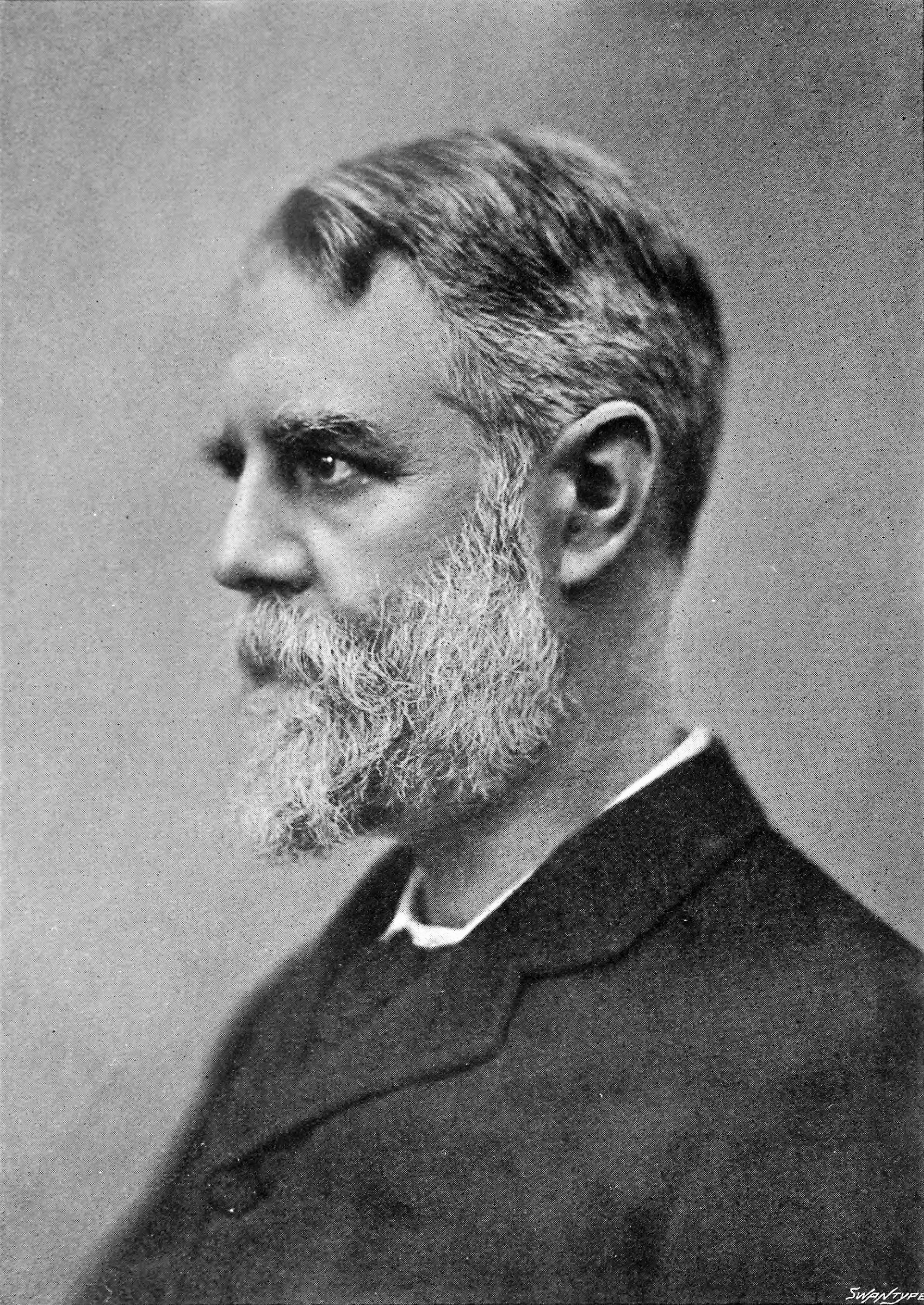
Henry Trimen 1887

Henry Trimen (* 26. Oktober 1843 in Paddington, London; † 16. Oktober 1896 in Kandy) war ein britischer Arzt und Botaniker.
Sein botanisches Autorenkürzel lautet „Trimen“.

## Leben und Wirken
Henry Trimen wuchs im Londoner Stadtteil Paddington auf. Er war der jüngere Bruder des Schmetterlingskundlers Roland Trimen (1840–1916). Er besuchte die King’s College School und ab Herbst 1860 die Medizinschule im King’s College London. Das Wintersemester 1864 verbrachte er an der Universität Edinburgh, wo er Klinikassistent von Prof. John Hughes Bennet (1812–1875) war. 1865 legte er an der Universität London mit Auszeichnung die Prüfungen zum Bachelor der Medizin ab. Während einer kurz danach in London ausgebrochenen Cholera-Epidemie wurde er als Arzt eingesetzt. Seine wahre Berufung fand er jedoch in der Botanik.
1864 trat Trimen der Botanischen Gesellschaft in Edinburgh bei. Er hatte Kontakt mit dem Schottischen Botaniker John Hutton Balfour. Zusammen mit William Turner Thiselton-Dyer wurde er in der Gesellschaft der Amateur-Botaniker und im Botanischen Austauschklub aktiv, wo er auch Kontakt mit dem Botaniker John Gilbert Baker hatte. Danach machte er die Bekanntschaft von John Warren, 3. Baron de Tabley (1835–1895), der neben W. T. T. Dyer und Mr. Newbould zu seinem engen botanischen Freundeskreis gehörte. 1869 erhielt er die Stelle eines Assistenten in der Botanik-Abteilung des Britischen Museums. 1872–1873 spielte Trimen eine führende Rolle bei der Reformation der Linné-Gesellschaft, deren Mitglied er 1866 geworden war. 1877–1879 hielt er Botanik-Vorlesungen im Londoner  St. Mary’s Hospital.
1879 wurde er zum Nachfolger von George Henry Kendrick Thwaites als Direktor des Botanischen Gartens in Peradeniya (Ceylon) ernannt. Hier überarbeitete er die Präsentation der Pflanzen nach dem natürlichen System und nach einer Einteilung in Pflanzen der Ebene und Pflanzen der Berge. Er erhielt Besuch von europäischen Wissenschaftlern wie Henry Nicholas Ridley und Ernst Haeckel.
Trimens Lebensarbeit wurde gekrönt durch die Herausgabe seines „Handbuchs der Flora Ceylons“, dessen letzte Bände durch Joseph Dalton Hooker unter Verwendung von Trimens Aufzeichnungen abgeschlossen wurden. Trimens Arbeit galt auch der ökonomischen Botanik, das heißt der Erforschung optimaler Bedingungen für Aufzucht und Ernte von kolonial verwertbaren Pflanzen, besonders der Chinarindenbäume. Der Botaniker James Britten bemerkte dazu in einem Nachruf:
„Es war sein Glück, dass er den Rückgang von Coffea Arabica beobachten, und die darauf folgende Produktion von Cinchona und Kakao fördern konnte, und vor allem, dass er alles in seiner Macht Stehende unternehmen konnte, um den Erfolg des gegenwärtigen Teehandels voranzutreiben.“

## Ehrungen
Nach ihm benannt ist die Pflanzengattung Trimenia Seem. aus der Familie der Trimeniaceae.

## Werke
- Zusammen mit William Turner Thiselton-Dyer. Flora of Middlesex : a topographical and historical account of the plants found in the county. With sketches of its Physical Geography and Climate, and of the progress of Middlesex botany during the last three centuries. Robert Hardwicke, London 1869 (Digitalisat)
- Zusammen mit Robert Bentley. Medicinal plants. J. & A. Churchill, London 1880
  - Band 1 (No 001–069) Ranunculaceae – Anacardiaceae (Digitalisat)
  - Band 2 (No 070–146) Leguminosae – Valeriaceae (Digitalisat)
  - Band 3 (No 147–227) Compositae – Thymelaceae (Digitalisat)
  - Band 4 (No 228–306) Artocarpaceae – Algae (Digitalisat). Index (Digitalisat)

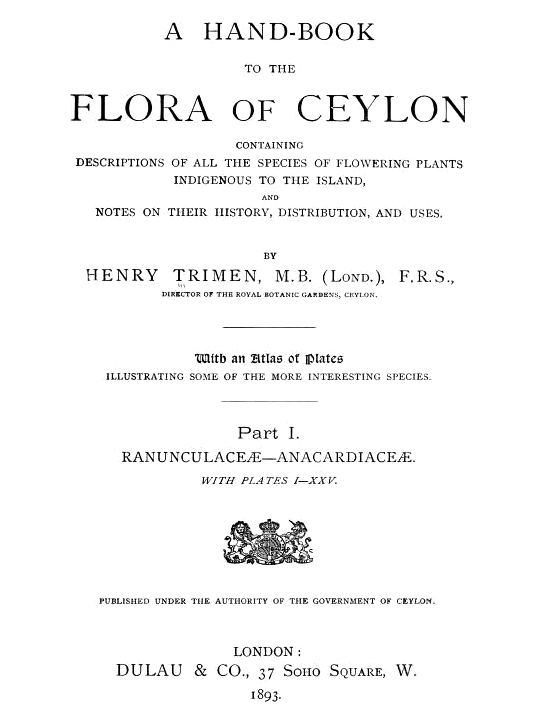

- A Handbook to the Flora of Ceylon. Containing descriptions of all the species of flowering plants indigenous to the island, and notes on their history, distribution, and uses.  Dulau and Co., London,
  - Band 1, 1893 Ranunculaceae – Anacardiaceae (Digitalisat), Abbildungen I-XXV. 1893 (Digitalisat),
  - Band 2, 1894 Connaraceae – Rubiaceae (Digitalisat),
  - Band 3, 1895 Valerianaceae – Balanophoraceae (Digitalisat),
  - Band 4, 1898 Euphorbiaceae – Naiadeae (fortgesetzt durch Sir Joseph Dalton Hooker) (Digitalisat),
  - Band 5, 1900 Eriocauloneae – Gramineae (fortgesetzt durch Sir Joseph Dalton Hooker) (Digitalisat),
  - Band 6, 1931 Zusatzband (durch Arthur Hugh Garfit Alston (1902–1958)) (Digitalisat)